# Новопетрівська сільська рада (Вишгородський район)
Новопетрівська сільська рада — колишній орган місцевого самоврядування у Вишгородському районі Київської області. Адміністративний центр — село Нові Петрівці.

## Загальні відомості
Новопетрівська сільська рада утворена в 1919 році.
Водоймища на території, підпорядкованій даній раді: Київське водосховище.

## Населені пункти
Сільській раді були підпорядковані населені пункти:
- с. Нові Петрівці

## Склад ради
Рада складається з 32 депутатів та голови.

### Керівний склад попередніх скликань
| ПІБ                            | Основні відомості                                                                              | Дата обрання | Дата звільнення |
| ------------------------------ | ---------------------------------------------------------------------------------------------- | ------------ | --------------- |
| Янковський Олексій Миколайович | Сільський голова, 1958 року народження, освіта, член Партії промисловців і підприємців України | 26.03.2006   | 02.02.2009      |
| Старенький Родіон Миколайович  | Сільський голова, 1981 року народження, освіта вища                                            | 14.06.2009   | 31.10.2010      |
| Старенький Радіон Миколайович  | Сільський голова, 1981 року народження, освіта вища,                                           | 31.10.2010   |                 |

Примітка: таблиця складена за даними джерела